# Laphystia rufofasciata
Laphystia rufofasciata är en tvåvingeart som beskrevs av Charles Howard Curran 1931. Laphystia rufofasciata ingår i släktet Laphystia och familjen rovflugor. Inga underarter finns listade i Catalogue of Life.